# Eigentliche Fischratten
Die Eigentlichen Fischratten (Ichthyomys) sind eine im nördlichen Südamerika lebende Nagetiergattung aus der Gruppe der Fischratten innerhalb der Neuweltmäuse. Sie umfassen fünf Arten.
In der Gestalt und Größe ähneln diese Fischratten den eigentlichen Ratten (Rattus). Ihre Kopfrumpflänge beträgt 11 bis 21 Zentimeter, hinzu kommen 15 bis 19 Zentimeter Schwanz. Das Gewicht der größten Art, I. tweedii, beträgt rund 120 Gramm. Das Fell ist borstig und rau, es ist an der Oberseite olivbraun, grau oder schwarz gefärbt, die Unterseite ist weiß. Der Körper ist stromlinienförmig und abgeflacht. Die breiten Hinterfüße sind mit Schwimmhäuten versehen. Augen und Ohren sind klein und fast im dichten Fell verborgen.
Diese Tiere sind vorwiegend im nördlichen Südamerika beheimatet, ihr Verbreitungsgebiet reicht von Panama über Kolumbien bis Venezuela sowie Ecuador und Peru. Ihr Lebensraum sind Flüsse und Bäche sowie Sumpfgebiete in Höhen zwischen 600 und 2800 Metern.
Den Tag verbringen sie meist unter Felsen verborgen. Ihre Nahrung suchen sie im Wasser, sie spüren sie mit ihren Tasthaaren auf, packen sie mit den Vorderpfoten und töten sie mit den scharfen Schneidezähnen. Trotz ihres Namens besteht ihre Nahrung zum Großteil aus Insekten und Krebstieren und nur bei großen Individuen auch aus kleinen Fischen.
Es werden fünf Arten unterschieden:
- Die Gemeine Krabbenratte (Ichthyomys hydrobates) lebt im westlichen Venezuela, Kolumbien und Nordecuador.
- Ichthyomys pinei wurde 2020 beschrieben und kommt in den Anden Ecuadors vor.[1]
- Die Pittier-Krabbenratte (Ichthyomys pittieri) kommt nur im nördlichen Venezuela vor. Die Art ist nach dem Schweizer Naturforscher Henri Pittier benannt und gilt laut IUCN als gefährdet (vulnerable).
- Die Stolzmann-Krabbenratte (Ichthyomys stolzmanni) bewohnt das östliche Ecuador sowie Peru.
- Die Tweedy-Krabbenratte (Ichthyomys tweedii) lebt in Panama und Ecuador.